# Cratere Herigonius

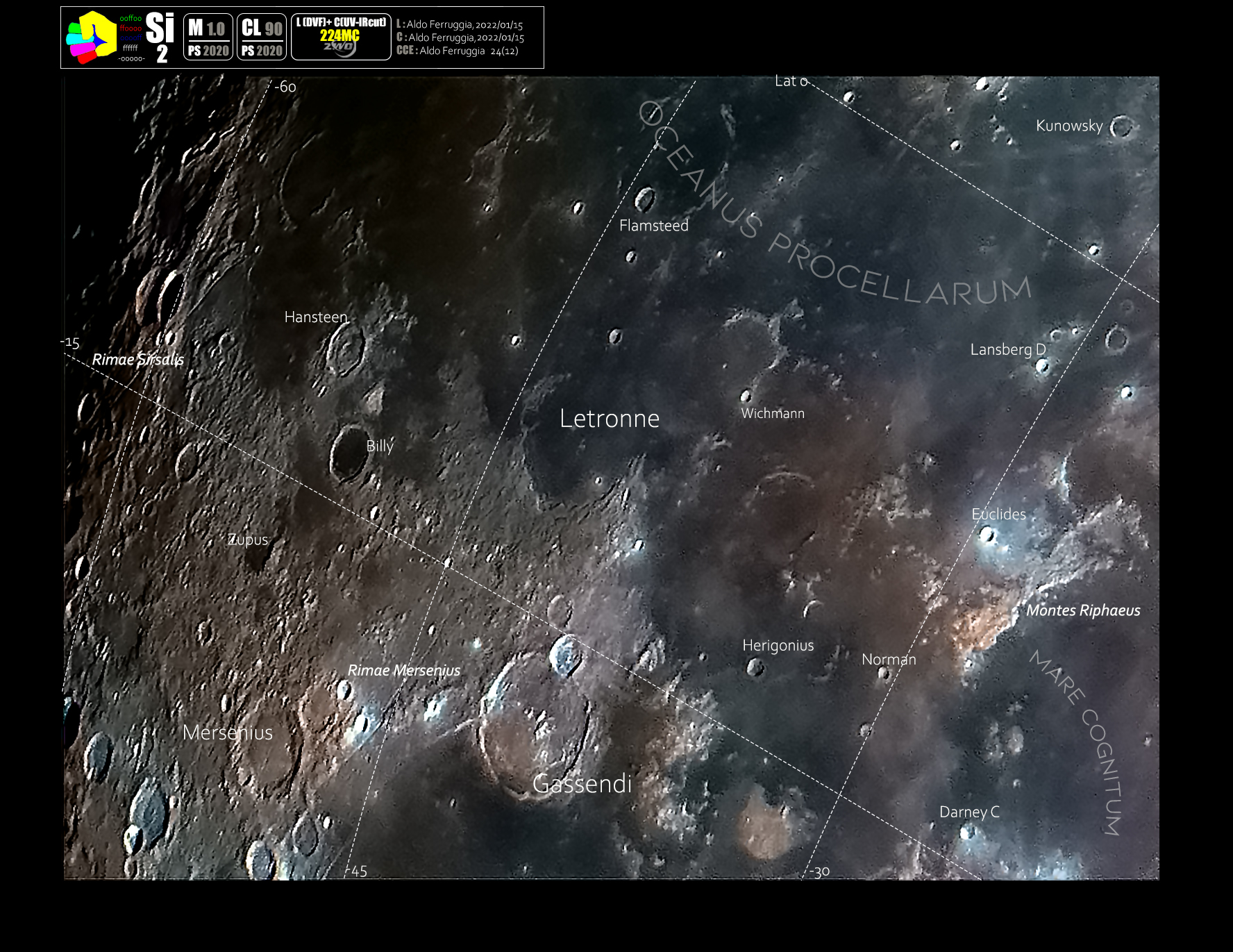
Il cratere(in basso a destra) in un'Immagine Selenocrocatica (Si)

Herigonius è un cratere lunare di 14,86 km situato nella parte sud-occidentale della faccia visibile della Luna.
Il cratere è dedicato all'astronomo francese Pierre Hérigone.

## Crateri correlati
Alcuni crateri minori situati in prossimità di Herigonius sono convenzionalmente identificati, sulle mappe lunari, attraverso una lettera associata al nome.
| Herigonius | Coordinate            | Diametro (in km) |
| ---------- | --------------------- | ---------------- |
| E          | 13°49′12″S 35°39′00″W | 6,63             |
| F          | 15°28′48″S 35°02′24″W | 5,23             |
| G          | 15°16′12″S 32°27′36″W | 3,17             |
| H          | 17°07′12″S 33°13′12″W | 4,15             |
| K          | 12°49′48″S 36°27′36″W | 3,07             |